# Томаш Єлінек
Томаш Єлінек (чеськ. Tomáš Jelínek; 29 квітня 1962, м. Прага, ЧССР) — чеський хокеїст, правий нападник. 
Виступав за «Спарта» (Прага), «Дукла» (Тренчин), ХК «Чеське Будейовіце», ГПК Гямеенлінна, «Оттава Сенаторс», «ЦСК Лайонс», «Принс-Едуард Айленд Сенаторс» (АХЛ), «Славія» (Прага), «Пльзень», «Слезан» (Опава).
В чемпіонатах НХЛ — 49 матчів (7+6). В чемпіонатах Чехословаччини/Чехії — 673 матчі (218+216), у плей-оф — 25 матчів (6+11). В чемпіонатах Фінляндії — 41 матчів (24+23). У чемпіонатах Швейцарії — 8 матчів (3+3), у плей-оф — 3 матчів (2+1).
У складі національної збірної Чехословаччини/Чехії учасник зимових Олімпійських ігор 1992 (8 матчів, 3+2), учасник чемпіонатів світу 1989, 1990 і 1992 (23 матчі, 6+10), учасник Кубка Канади 1991 (5 матчів, 2+3). У складі молодіжної збірної Чехословаччини учасник чемпіонатів світу 1981 і 1982. У складі юніорської збірної Чехословаччини учасник чемпіонату Європи 1980.
Досягнення
- Бронзовий призер зимових Олімпійських ігор (1992)
- Бронзовий призер чемпіонату світу (1989, 1990, 1992)